# Чащино (Омская область)
Ча́щино — деревня в Тюкалинском районе Омской области. Входит в состав Атрачинского сельского поселения.

## История
В 1928 году деревня Чащина состояла из 75 хозяйств, основное население — русские. В административном отношении являлась центром Чащинского сельсовета Тюкалинского района Омского округа Сибирского края.

## Население
| 1926 | 2010 |
| ---- | ---- |
| 424  | ↘108 |

## Улицы
В деревне имеются две улицы: Береговая и Центральная.